# Matriz mitocondrial
Na mitocôndria, a matriz é o espaço dentro da membrana interna. Também pode ser chamado de fluido mitocondrial. A palavra "matriz" vem do fato de que esse espaço é viscoso, comparado ao citoplasma relativamente aquoso. A matriz mitocondrial contém o DNA mitocondrial, ribossomos, enzimas solúveis, pequenas moléculas orgânicas, cofatores de nucleotídeos e íons inorgânicos. As enzimas na matriz facilitam as reações responsáveis pela produção de ATP, como o ciclo do ácido cítrico, a fosforilação oxidativa, a oxidação do piruvato e a beta oxidação dos ácidos graxos.
A composição da matriz baseada em suas estruturas e conteúdos produz um ambiente que permite que as vias anabólicas e catabólicas ocorram favoravelmente. A cadeia de transporte de elétrons e as enzimas na matriz desempenham um papel importante no ciclo do ácido cítrico e na fosforilação oxidativa. O ciclo do ácido cítrico produz NADH e FADH2 por oxidação que serão reduzidos na fosforilação oxidativa para produzir ATP.
O compartimento citosólico, espaço intermembranar, tem um conteúdo aquoso:proteína mais alto de cerca de 3,8 μL/mg de proteína em relação ao que ocorre na matriz mitocondrial, onde tais níveis normalmente estão próximos de 0,8 μL/mg de proteína. Não se sabe como as mitocôndrias mantêm o equilíbrio osmótico através da membrana mitocondrial interna, embora a membrana contenha aquaporinas que se acredita serem condutores para o transporte regulado de água. A matriz mitocondrial tem um pH de cerca de 7,8, que é superior ao pH do espaço intermembranar da mitocôndria, que é em torno de 7,0–7,4. O DNA mitocondrial foi descoberto por Nash e Margit em 1963. Uma ou muitas fitas duplas de DNA, principalmente circulares, estão presentes na matriz mitocondrial. O DNA mitocondrial representa 1% do DNA total de uma célula. É rico em guanina e citosina e, em humanos, é de origem materna. As mitocôndrias dos mamíferos têm ribossomos 55S.

## Composição

### Metabólitos
A matriz hospeda uma grande variedade de metabólitos envolvidos em processos dentro da matriz. O ciclo do ácido cítrico envolve acil-CoA, piruvato, acetil-CoA, citrato, isocitrato, α-cetoglutarato, succinil-CoA, fumarato, succinato, L-malato e oxaloacetato. O ciclo da ureia faz uso de L-ornitina, fosfato de carbamoil e L-citrulina. A cadeia de transporte de elétrons oxida as coenzimas NADH e FADH2 . A síntese de proteínas faz uso de DNA mitocondrial, RNA e tRNA. A regulação dos processos faz uso de íons (Ca2+/K+/Mg+). Metabólitos adicionais presentes na matriz são CO2, H2O, O2 , ATP, ADP e Pi.

### Enzimas
Enzimas de processos que ocorrem na matriz. O ciclo do ácido cítrico é facilitado pela piruvato desidrogenase, citrato sintase, aconitase, isocitrato desidrogenase, α-cetoglutarato desidrogenase, succinil-CoA sintetase, fumarase e malato desidrogenase. O ciclo da ureia é facilitado pela carbamoil fosfato sintetase I e pela ornitina transcarbamilase. A β-oxidação utiliza piruvato carboxilase, acil-CoA desidrogenase e β-cetotiolase. A produção de aminoácidos é facilitada pelas transaminases. O metabolismo dos aminoácidos é mediado por proteases, como a protease de pré-sequência.

### Componentes da membrana interna
A membrana interna é uma bicamada fosfolipídica que contém os complexos de fosforilação oxidativa. que contém a cadeia de transporte de elétrons encontrada nas cristas da membrana interna e consiste em quatro complexos de proteínas e ATP sintase. Esses complexos são o complexo I (NADH:coenzima Q oxidorredutase), o complexo II (succinato:coenzima Q oxidorredutase), o complexo III (coenzima Q: citocromo c oxidorredutase) e o complexo IV (citocromo c oxidase).

### Controle da membrana interna sobre a composição da matriz
A cadeia de transporte de elétrons é responsável por estabelecer um pH e um gradiente eletroquímico que facilita a produção de ATP através do bombeamento de prótons. O gradiente também fornece controle da concentração de íons como Ca2+ impulsionada pelo potencial da membrana mitocondrial. A membrana permite que apenas moléculas não polares, como CO2 e O2, e pequenas moléculas polares não carregadas, como H2O, entrem na matriz. As moléculas entram e saem da matriz mitocondrial por meio de proteínas de transporte e transportadores de íons. As moléculas são então capazes de deixar as mitocôndrias através da porina. Essas características atribuídas permitem o controle sobre as concentrações de íons e metabólitos necessários para a regulação e determinam a taxa de produção de ATP.

## Processos

### Ciclo do ácido cítrico
Após a glicólise, o ciclo do ácido cítrico é ativado pela produção de acetil-CoA. A oxidação do piruvato pela piruvato desidrogenase na matriz produz CO 2, acetil-CoA e NADH. A beta oxidação de ácidos graxos serve como uma via catabólica alternativa que produz acetil-CoA, NADH e FADH2. A produção de acetil-CoA inicia o ciclo do ácido cítrico enquanto as coenzimas produzidas são utilizadas na cadeia de transporte de elétrons.

Síntese de ATP vista da perspectiva da matriz. As condições produzidas pelas relações entre as vias catabólicas (ciclo do ácido cítrico e fosforilação oxidativa) e a composição estrutural (bicamada lipídica e cadeia de transporte de elétrons) da matriz facilitam a síntese de ATP

Todas as enzimas do ciclo do ácido cítrico estão na matriz (por exemplo, citrato sintase, isocitrato desidrogenase, α-cetoglutarato desidrogenase, fumarase e malato desidrogenase), exceto a succinato desidrogenase, que está na membrana interna e faz parte do complexo proteico II na cadeia de transporte de elétrons . O ciclo produz coenzimas NADH e FADH 2 por meio da oxidação de carbonos em dois ciclos. A oxidação de NADH e FADH 2 produz GTP a partir da succinil-CoA sintetase.

### Fosforilação oxidativa
NADH e FADH2 são produzidos na matriz ou transportados através de porinas e proteínas de transporte para sofrer oxidação por fosforilação oxidativa. NADH e FADH 2 sofrem oxidação na cadeia de transporte de elétrons transferindo elétrons para regenerar NAD+ e FAD. Os prótons são puxados para o espaço intermembrana pela energia dos elétrons que passam pela cadeia de transporte de elétrons. Quatro elétrons são finalmente aceitos pelo oxigênio na matriz para completar a cadeia de transporte de elétrons. Os prótons retornam à matriz mitocondrial através da proteína ATP sintase. A energia é usada para girar a ATP sintase, o que facilita a passagem de um próton, produzindo ATP. Uma diferença de pH entre a matriz e o espaço intermembranar cria um gradiente eletroquímico pelo qual a ATP sintase pode passar um próton para a matriz de forma favorável.

### Ciclo da ureia
As duas primeiras etapas do ciclo da ureia ocorrem dentro da matriz mitocondrial das células do fígado e dos rins. Na primeira etapa, a amônia é convertida em fosfato de carbamoil por meio do investimento de duas moléculas de ATP. Esta etapa é facilitada pela carbamoil fosfato sintetase I. A segunda etapa facilitada pela ornitina transcarbamilase converte carbamoil fosfato e ornitina em citrulina. Após essas etapas iniciais, o ciclo da ureia continua no espaço da membrana interna até que a ornitina entre novamente na matriz através de um canal de transporte para continuar as primeiras etapas dentro da matriz.

### Transaminação
O α-cetoglutarato e o oxaloacetato podem ser convertidos em aminoácidos dentro da matriz através do processo de transaminação. Essas reações são facilitadas pelas transaminases para produzir aspartato e asparagina a partir do oxaloacetato. A transaminação do α-cetoglutarato produz glutamato, prolina e arginina. Esses aminoácidos são então usados dentro da matriz ou transportados para o citosol para produzir proteínas.

### Regulação
A regulação dentro da matriz é controlada principalmente pela concentração de íons, concentração de metabólitos e carga energética. A disponibilidade de íons como Ca2+ controla várias funções do ciclo do ácido cítrico. na matriz ativa a piruvato desidrogenase, a isocitrato desidrogenase e a α-cetoglutarato desidrogenase, o que aumenta a taxa de reação no ciclo. A concentração de intermediários e coenzimas na matriz também aumenta ou diminui a taxa de produção de ATP devido aos efeitos anapleróticos e catapleróticos. NADH pode atuar como um inibidor de α-cetoglutarato, isocitrato desidrogenase, citrato sintase e piruvato desidrogenase. A concentração de oxaloacetato em particular é mantida baixa, de modo que quaisquer flutuações nessas concentrações servem para impulsionar o ciclo do ácido cítrico. A produção de ATP também serve como um meio de regulação, agindo como um inibidor da isocitrato desidrogenase, da piruvato desidrogenase, dos complexos de proteínas da cadeia de transporte de elétrons e da ATP sintase. O ADP atua como um ativador.

### Síntese de proteínas
A mitocôndria contém seu próprio conjunto de DNA usado para produzir proteínas encontradas na cadeia de transporte de elétrons. O DNA mitocondrial codifica apenas cerca de treze proteínas que são usadas no processamento de transcrições mitocondriais, proteínas ribossômicas, RNA ribossômico, RNA de transferência e subunidades de proteínas encontradas nos complexos de proteínas da cadeia de transporte de elétrons.